# Ayşenur Duman
Ayşenur Duman (* 1. März 1999 in Çamlıdere) ist eine ehemalige türkische Skilangläuferin.

## Werdegang
Duman nahm von 2014 bis 2018 vorwiegend an Juniorenrennen teil. Im Januar 2015 startete sie in Gerede erstmals im Balkancup und belegte dabei den zweiten Platz über 5 km Freistil und den ersten Rang über 5 km klassisch. Sie erreichte damit den vierten Platz in der Gesamtwertung des Balkancups. Bei den Nordischen Junioren-Skiweltmeisterschaften 2016 in Râșnov errang sie über 5 km klassisch und im Sprint jeweils den 68. Platz. Ihre besten Platzierungen beim Europäischen Olympischen Winter-Jugendfestival 2017 in Erzurum waren der zehnte Platz mit der Mixed-Staffel und der neunte Rang über 7,5 km Freistil. Bei den Olympischen Winterspielen 2018 in Pyeongchang kam sie auf den 86. Platz über 10 km Freistil. Im folgenden Jahr lief sie bei den Nordischen Junioren-Skiweltmeisterschaften in Lahti auf den 77. Platz über 5 km Freistil und auf den 76. Rang im Sprint und bei den Nordischen Skiweltmeisterschaften in Seefeld in Tirol auf den 84. Platz im Sprint und auf den 74. Rang über 10 km klassisch. Ihre beste Platzierung bei der Winter-Universiade 2019 in Krasnojarsk war der 36. Platz im 15-km-Massenstartrennen. In der Saison 2019/20 errang sie mit zwei zweiten und einen dritten Platz, den vierten Platz in der Gesamtwertung des Balkancups. Im folgenden Jahr belegte sie bei den U23-Weltmeisterschaften in Vuokatti den 55. Platz im Sprint, den 52. Rang über 10 km Freistil und den 17. Platz mit der Staffel und bei den nordischen Skiweltmeisterschaften in Oberstdorf den 78. Platz über 10 km Freistil, den 76. Rang im Sprint und zusammen mit Seher Kacmaz den 25. Platz im Teamsprint. Bei den Olympischen Winterspielen 2022 in Peking kam sie auf den 87. Platz über 10 km klassisch, auf den 85. Rang im Sprint und zusammen mit Ozlem Ceren Dursun auf den 23. Platz im Teamsprint. Nach der Saison 2021/22 beendete sie seine Karriere. Sie nahm an keinen Rennen im Skilanglauf-Weltcup teil.

## Siege bei Continental-Cup-Rennen
| Nr. | Datum           | Ort    | Disziplin      | Serie      |
| --- | --------------- | ------ | -------------- | ---------- |
| 1.  | 21. Januar 2015 | Gerede | 5 km klassisch | Balkan-Cup |